# تسلیح مجدد آلمان

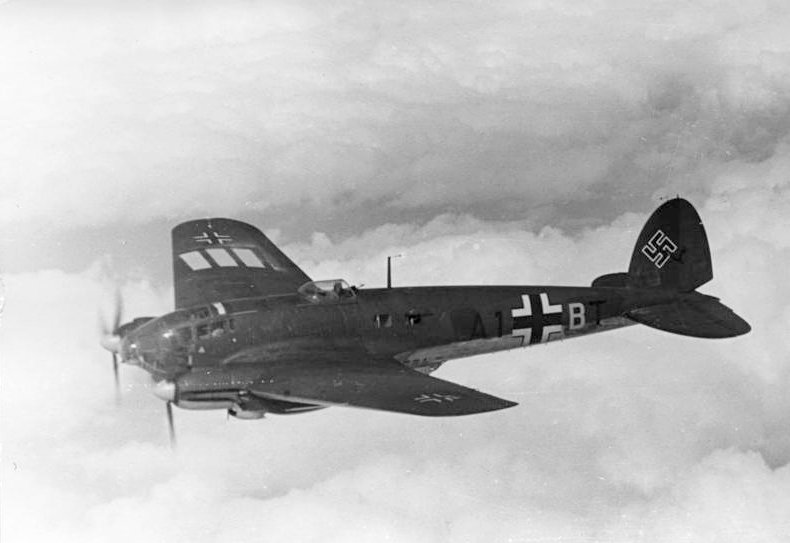
هاینکل ۱۱۱,یکی از هواپیماهای فناوری پیشرفته ای که در دهه ۱۹۳۰به‌طور غیرقانونی به عنوان بخشی از تجدید تسلیحات مخفی آلمان طراحی و ساخته شد.

تجدید تسلیحاتی آلمان (انگلیسی: German re-armament) عملکرد و سیاست تجدید تسلیحاتی آلمان نازی در دوره میان‌دوجنگ بین (۱۹۳۹–۱۹۱۸) بود که با نقض پیمان ورسای انجام شد. شروع آن کوچک و به شیوه‌ای مخفی درست بعد از امضای قرارداد به جریان افتاد اما در ۱۹۳۳ بعد از به قدرت رسیدن هیتلر و حزب ناسیونال سوسیالیست کارگران آلمان (حزب نازی) به شکل انبوه گسترش پیدا کرد، این دوره از آتش‌بس نوامبر تا پیش از آغار جنگ جهانی دوم با آغاز کارزار لهستان را در بر میگرد.